# حديقة وايلد وادي المائية
حديقة وايلد وادي المائية هي حديقة مائية خارجية تقع في دبي، الإمارات العربية المتحدة. تقع في منطقة جميرا بجوار برج العرب وفندق جميرا بيتش، وتديرها شركة جميرا الدولية، وهي شركة فندقية مقرها دبي.

## الحديقة
وايلد وادي هي حديقة مائية في الهواء الطلق مع مسبح من الأمواج، والعديد من المنزلقات المائية والتي تصرف ماء لمجموع قدره 17 منطقة مائية في الحديقة. وتحتوي الحديقة على أكبر وأسرع منزلق مائي في العالم (بعد الولايات المتحدة الأمريكية) بارتفاع قدرهُ 33 متر وسرعة 80 كم في الساعة. كما تحوي شلال بطول 18 متر، يعمل كل 10 دقائق. وفيها متجران للهدايا، وثلاثة مطاعم منها مطعمان للوجبات الخفيفة.

## الألعاب
أبرز ألعاب حديقة وايلد وادي المائية:
- برج سرج: ويتكون من منزلقين بحيث ينطلق اللاعب من الأعلى عبر حلقة مطاطية إلى بركة الماء في الأسفل.
- أكشن ريفير: نهر مائي مع منحدرات وأمواج تصل إلى ارتفاع متر.
- جميرا سكيرا: وهو عبارة عن برج ومنزلق مائي ينتهي ببركة ماء.
- وايب أوت وريبتايد: يوفر للاعبين تجربة ركوب الأمواج.
- ماستر بلاستر: افعوانية مائية منزلقة بارتفاع 15 متراً.
- بريكرز بيه: تجمع مائي يوفر أمواج مرتفعة تصل حتى 1.5 متراً.
- جحا داو آند لاغون: وهو عبارة عن نهر بتيار مائي خفيف وطول يبلغ حوالي 350 متراً.
- تانتروم آلي: منزلقين متأرجحين حيث تتسع الحلقة المطاطية لأربع أشخاص.

## أصحاب الهمم
تقدم حديقة "وايلد وادي" عدة تسهيلات لأصحاب الهمم ومنها:
- تضمّ حديقة "وايلد وادي"عدداً من المناطق المُصمّمة لتراعي أصحاب الهمم، مثل مسبح الأمواج والنهر البطيء.
- يمكن لأصحاب الهمم دخول أنبوب السباحة والاستمتاع بمناظر ها مع مساعدة بسيطة
- تحتوي حديقة "وايلد وادي" المائية على حمّام سهل الاستخدام و كراسي استحمام متّصلة بالحائط
- يحصل أصحاب الهمم على خصم بنسبة 50% على تذكرة الدخول عند البوابة،
- يمكن لأصحاب الهمم تخطي طوابير الانتظار في الجولات.

## معرض الصور

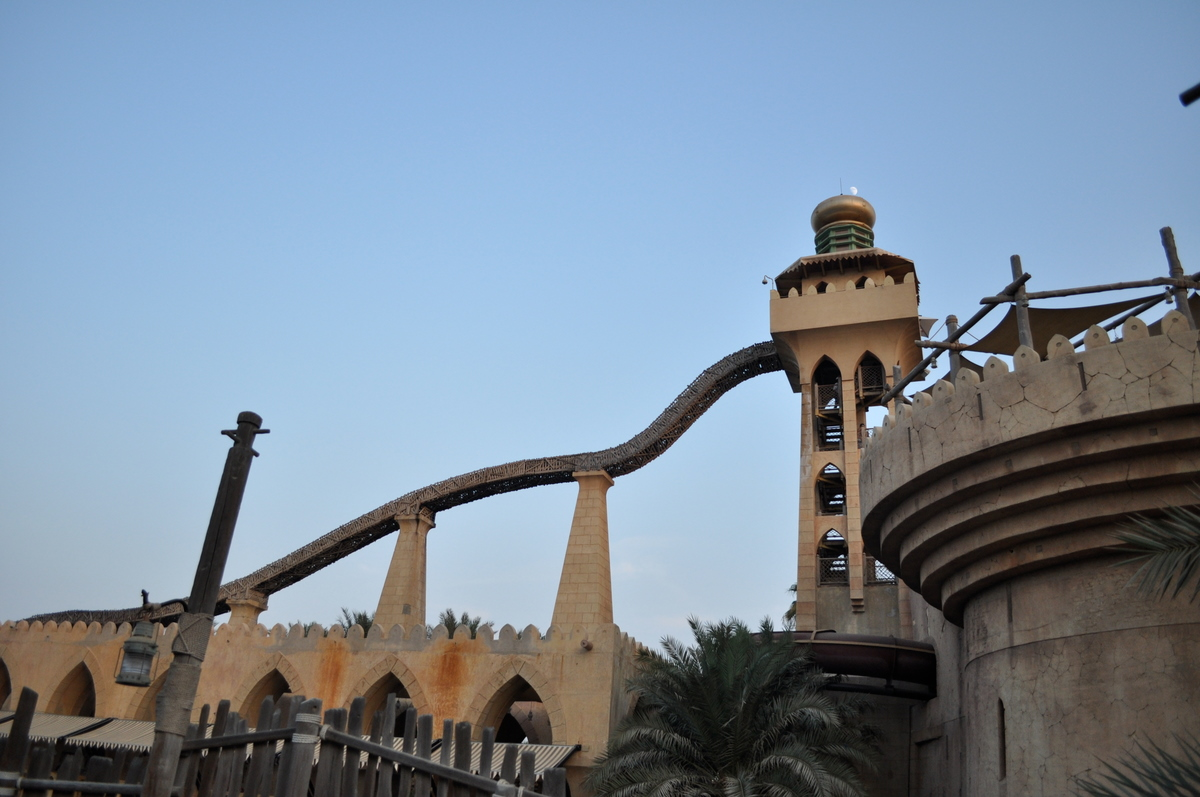
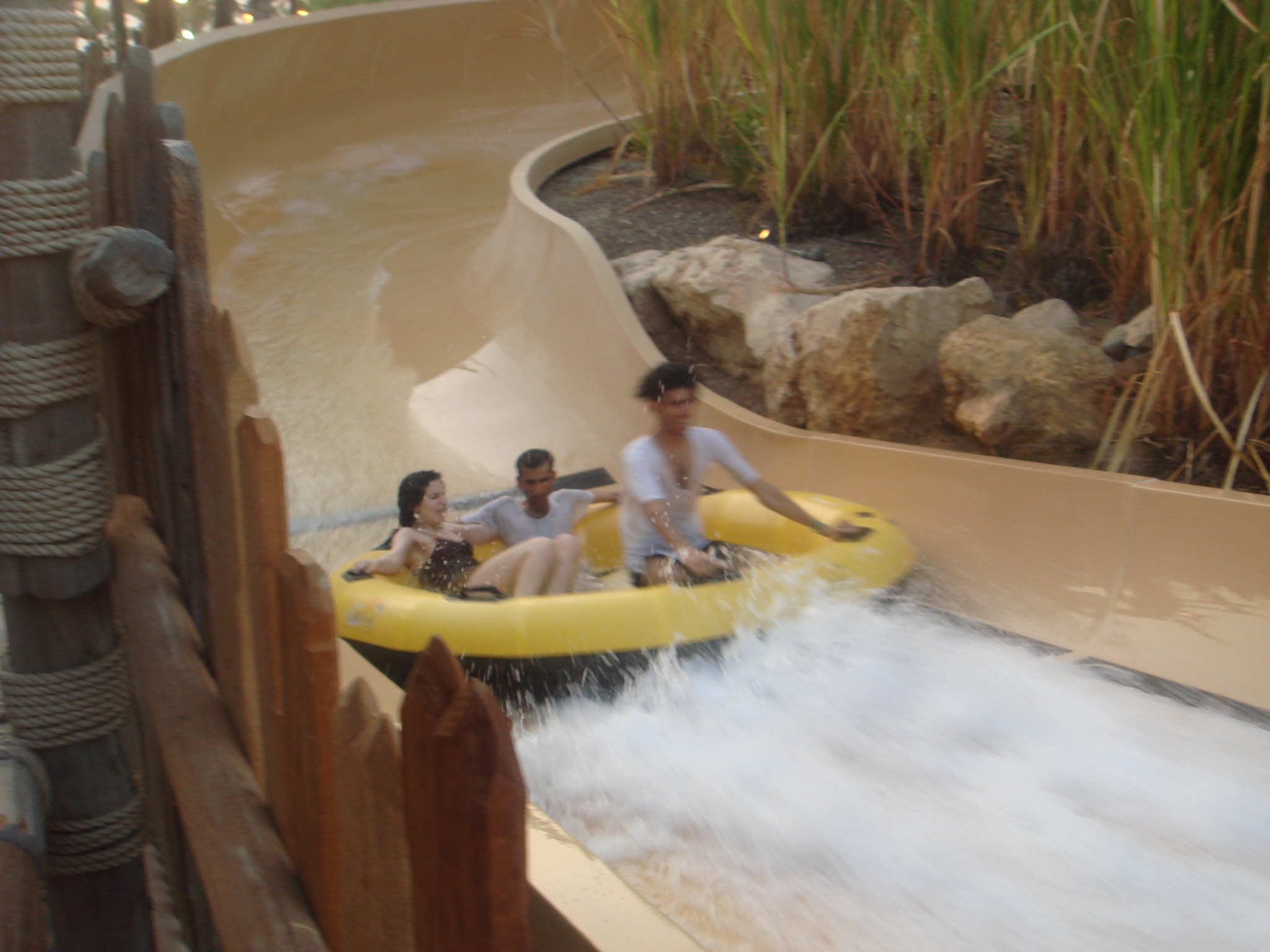
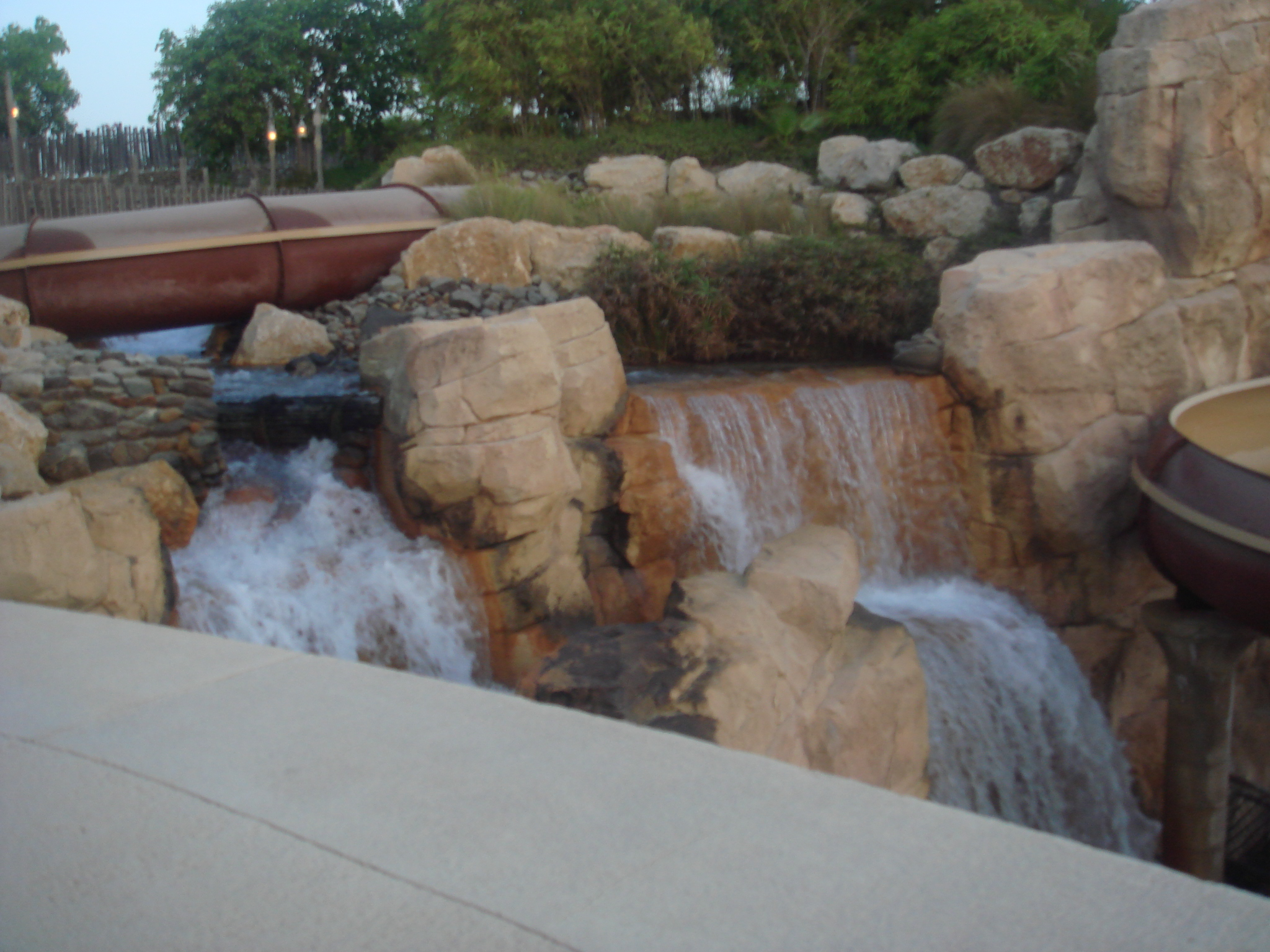
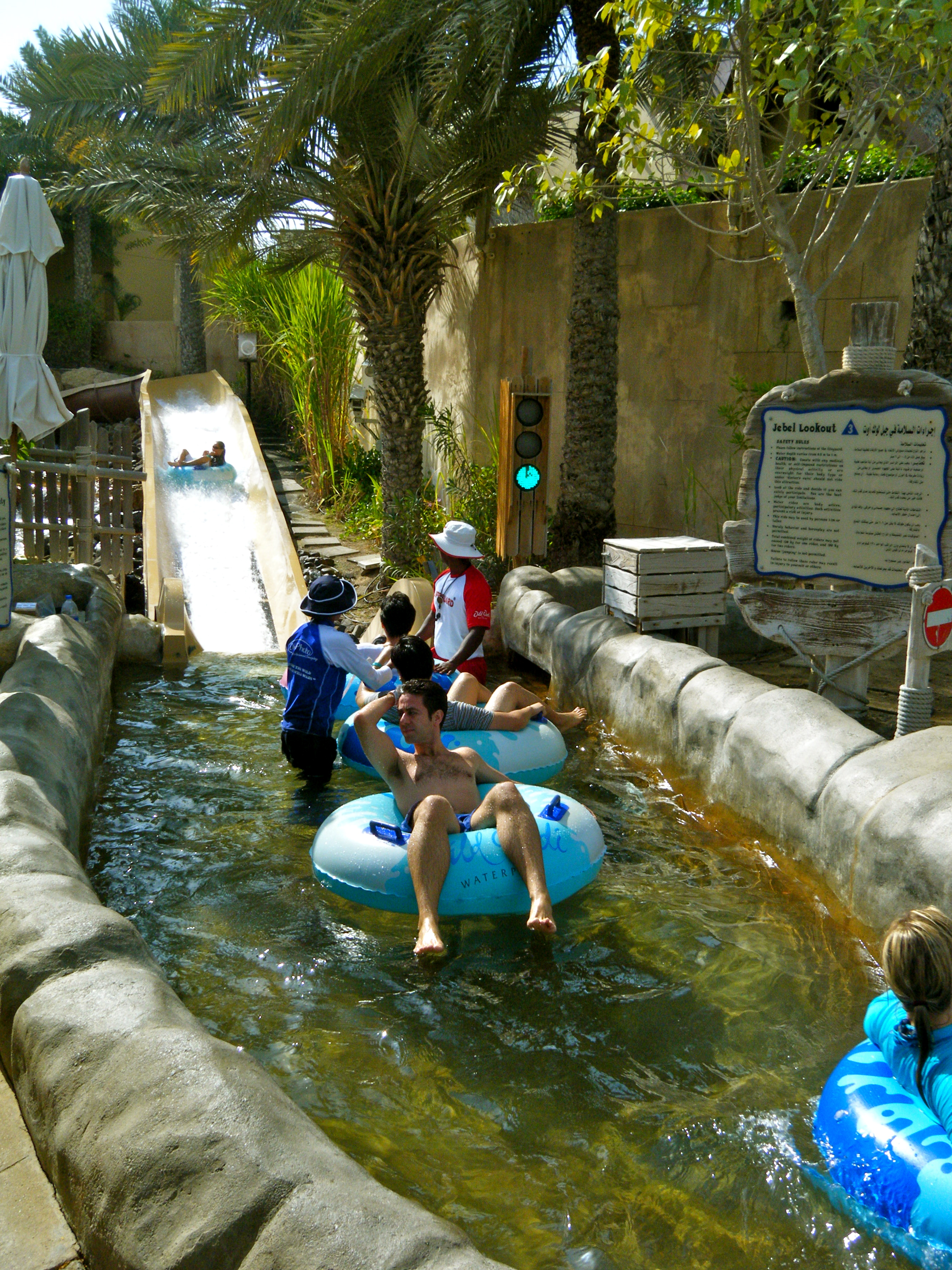
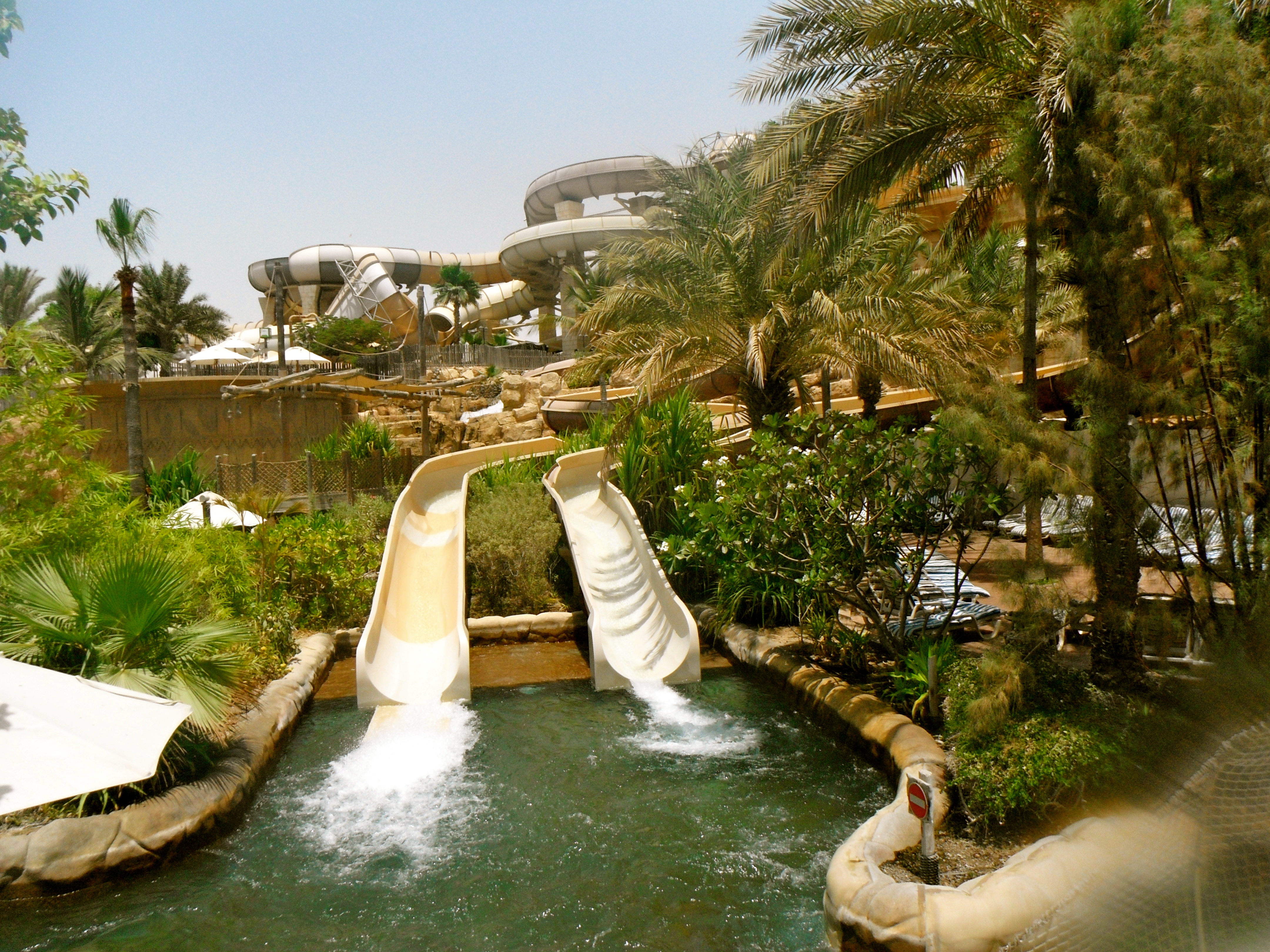
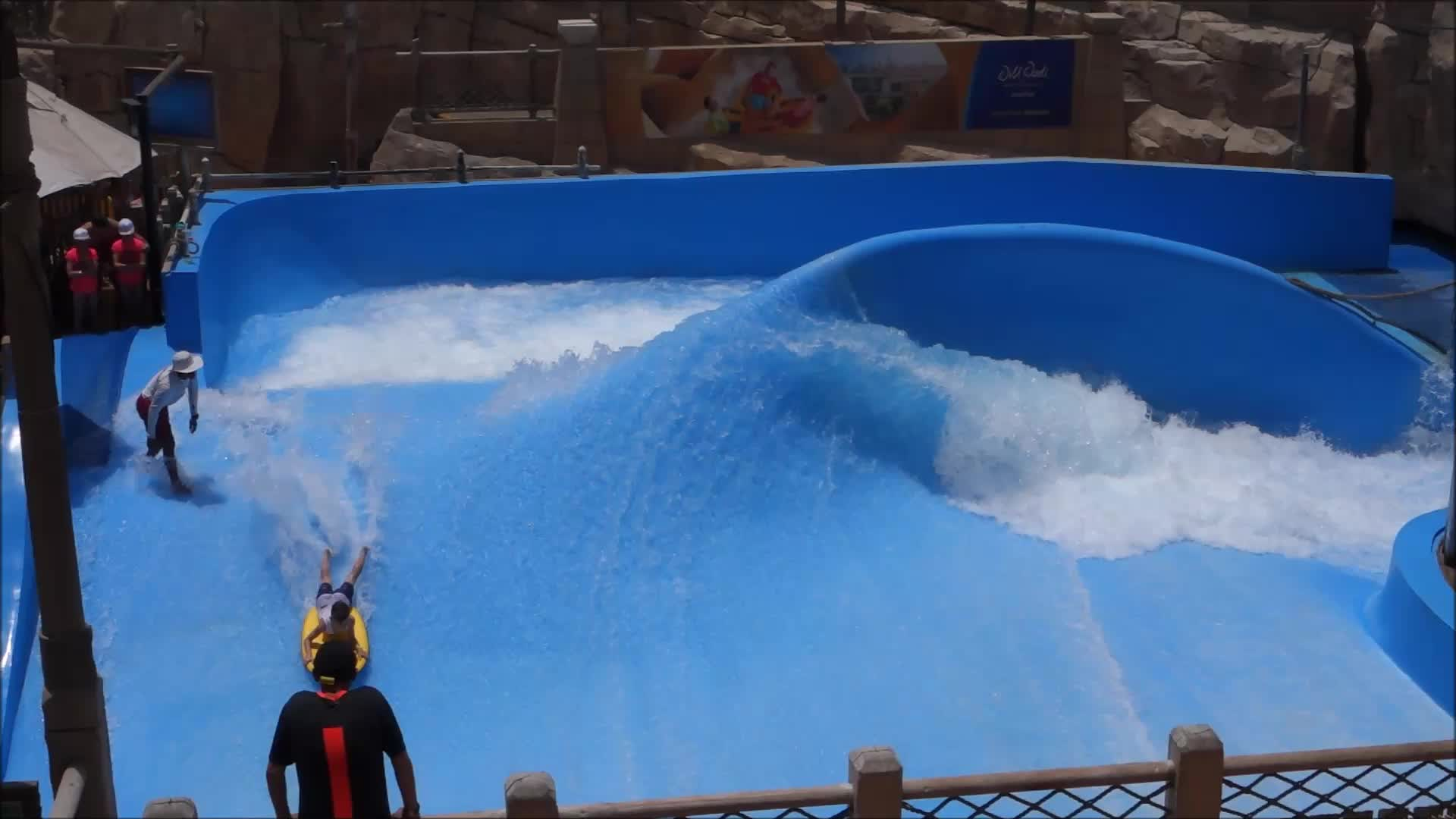

## روابط خارجية
- الموقع الرسمي للحديقة المائية.